# Вама (Јаши)
Вама (рум. Vama) насеље је у Румунији у округу Јаши у општини Попешти. Oпштина се налази на надморској висини од 123 m.

## Становништво
Према подацима из 2002. године у насељу је живело 118 становника, од којих су сви румунске националности.